# Felipe Brisola
Felipe Bezerra Brisola (Boa Vista, 6 giugno 1990) è un calciatore brasiliano, centrocampista svincolato.

## Carriera
Ha giocato nella prima divisione dei campionati brasiliano, bulgaro, lettone e lituano e nella seconda divisione brasiliana.

## Palmarès

### Club

#### Competizioni nazionali
- Coppa di Bulgaria: 1

Botev Plovdiv: 2016-2017
- Supercoppa di Bulgaria: 1

Botev Plovdiv: 2017
- Coppa di Lettonia: 1

Riga FC: 2018
- Campionato lettone: 3

Riga FC: 2018, 2019, 2020